# 李成得
李 成得（イ・ソンドク、이성덕、乾隆40年（1775年） - 嘉慶22年（1817年）11月27日）は、李氏朝鮮の思悼世子の庶長子の恩彦君の庶子である。異母兄の常渓君李湛、父の本妻である常山郡夫人宋氏、兄嫁の平山郡夫人申氏に連座して、江華島で生涯流刑生活をした。未婚であり、江華府庁で拷問を受けて死亡した。哲宗の実父の全渓大院君李㼅の異母兄であり、哲宗の叔父である。
李成得は1775年（英祖51年）、恩彦君の妾の子で、思悼世子の庶流の孫として生まれたが、生母の氏名と出身地は不詳である。成得が生まれたとき、曾祖父の英祖が存命であったが、王世子の孫に付与される官職や爵号、王族優遇が下されなかった。正祖の養子となっていた常溪君が排除された際、連座して江華島に配流され、同地で成長した。
成得は片足と片腕が麻痺したが、医師の診察を受けることができず、原因は不明である。
1801年3月、カトリックに入信したことが朝鮮の国教に背くものとして、常山郡夫人宋氏と平山郡夫人申氏が処刑された。恩彦君は成得やその弟の李鉄得を連れて江華島を脱出したものの検挙され、5月に死刑判決を受け、6月30日に死薬を受けて死亡した。以後、成得の家には茨垣が設置された。
1817年11月26日、成得は理由は不明ながら江華府庁に連れて行かれ、拷問を受けて死亡した。哲宗即位後、王室の命令で恩彦君と常渓君の一家に関連する資料はすべて焼却、隠滅されており、この件に対する記録も全て消滅した。生涯未婚であり、死後に養子や奉祀孫も指名されなかった。哲宗即位後も恩赦復権や追号はなかった。